# Saxifraga marginata
  је планинска биљка из породице Saxifragaceae.

## Изглед

### Хабитус
Хабитус је полулоптаст, од 5 до 20 cm у пречнику. Хабитус чине бројни фертилни и стерилни изданци, густо збијени у полулопту. Висина биљке је од 5 до 10 cm.

### Листови
Листови розете дуги су од 4 до 6 mm, широки од 0,8 до 1,6 mm, лопатичасти или дугуљасти, са 5 до 7 јамица, испуњених кристалима калцијум-карбоната (CaCO3), при основи трепљасти. Листови стабљике су линеарно ланцетасти.

### Цвет
Цветне стабљике су жлездовито длакаве. На свакој стабљици је 3 до 9 цветова. Крунични листићи су беле боје, и дупло су дужи од чашичних.

## Варијетети
Идући од северозападних преко југоисточних Динарида, до Шарско-Пиндских планина, ова врста се диференцира на велики број облика.
- Saxifraga marginata var. rocheliana (Sternb.) Engl. et Irmsch.
- Saxifraga marginata var. coriophylla (Gris.) Engl.
- Saxifraga marginata var. karadzicensis (Deg. et Koš.) Engl. et Irmsch.
- Saxifraga marginata var. borxi (Boiss. et Heldr.)

Прва два варијетета имају велики број форми и субформи. Ово указује на веома сложен комплекс облика, односно популација.

## Распрострањеност
Обрубљена камењарка распрострањена је у југоисточној Европи, од Хрватске, преко Босне и Херцеговине, Црне Горе, Србије и Македоније, до Грчке и Бугарске.

## Услови станишта
Насељава пукотине кречњачких и доломитних стена у алпском и субалпском појасу. Расте на стаништима са средњом годишњом температуром од 0 до 5 °C.
Средње јулске температуре на стаништима најтермофилнијих популација се крећу око 15 °C, а средње јануарске на стаништима најфригорифилнијих популација се спуштају до -8 °C; апсолутне максималне температуре се крећу око 35 °C, а апсолутне минималне се спуштају до -35 °C, те и ова врста припада групи изразитих еуритермних биљака. Изразита је хелиофита са широком валенцом у односу на свјетло.